# Kő, Papír, Olló (televíziós sorozat)
A Kő, Papír, Olló (eredeti cím: Rock, Paper, Scissors) 2024-től vetített számítógépes animációs vígjátéksorozat, amelyet Josh Lehrman és Kyle Stegina készített. A sorozatot Amerikában 2024. február 11-én, míg Magyarországon 8 nappal később (2024. február 19-én) a Nickelodeon mutatta be.

## Cselekmény
A három legjobb barát és egyben lakótárs, Kő, Papír és Olló mindenből versenyt űznek, ezáltal pedig problémákat szülnek maguknak. A problémák fölött folyamatosan elvesztik az irányítást, emiatt pedig érdekes helyzetekben találják magukat.

## Szereplők
| Szereplő | Eredeti hang       | Magyar hang     |
| -------- | ------------------ | --------------- |
| Kő       | Ron Funches        | Baráth István   |
| Papír    | Thomas Lennon      | Molnár Levente  |
| Olló     | Carlos Alazraqui   | Markovics Tamás |
| Ceruza   | Melissa Villaseñor | Hermann Lilla   |
| Lou      | Eddie Pepitone     | Janicsek Péter  |

### Magyar változat
- Főcímdal: Markovics Tamás, Baráth István, Molnár Levente
- Főcím: Kisfalusi Lehel
- Magyar szöveg és szinkronrendező: Berzsenyi Márta

A szinkront a Labor Film Szinkronstúdió készítette.

## Évados áttekintés
| Évad | Évad        | Epizódok    | Eredeti sugárzás   | Eredeti sugárzás   | Magyar sugárzás a -on | Magyar sugárzás a -on | Magyar sugárzás a -on | Magyar sugárzás a -on |
| Évad | Évad        | Epizódok    | Évadpremier        | Évadfinálé         | Évadpremier           | Évadfinálé            | Évadpremier           | Évadfinálé            |
| ---- | ----------- | ----------- | ------------------ | ------------------ | --------------------- | --------------------- | --------------------- | --------------------- |
|      | Bevezető    | Bevezető    | 2023. december 25. | 2023. december 25. | Nem került adásba     | Nem került adásba     | Nem került adásba     | Nem került adásba     |
|      | 1           | 20          | 2024. február 11.  | 2024. november 27. | 2024. február 19.     | 2024. június 28.      | 2024. április 29.     | 2024. október 18.     |
|      | Különkiadás | Különkiadás | 2024. február 5.   | 2024. február 5.   | TBA                   | TBA                   | TBA                   | TBA                   |

## Epizódok

### Bevezető (2023)
| Eredeti cím | Magyar cím | Írta                         | Eredeti premier    | Magyar premier    | Gyártási kód |
| ----------- | ---------- | ---------------------------- | ------------------ | ----------------- | ------------ |
| TV Time     | TBA        | Josh Lehrman és Kyle Stegina | 2023. december 25. | Nem került adásba | 000          |

### 1. évad (2024)
| #               | #                    | Eredeti cím                     | Magyar cím                 | Írta                                        | Eredeti premier    | Magyar premier    | Magyar premier    | Gyártási kód |                 |                       |                              |                   |                   |                   |     |
| --------------- | -------------------- | ------------------------------- | -------------------------- | ------------------------------------------- | ------------------ | ----------------- | ----------------- | ------------ | --------------- | --------------------- | ---------------------------- | ----------------- | ----------------- | ----------------- | --- |
| #               | #                    | Eredeti cím                     | Magyar cím                 | Írta                                        | Eredeti premier    | 1.                | 1.                | Gyártási kód | Birthday Police | Születésnap rendőrség | Josh Lehrman és Kyle Stegina | 2024. február 28. | 2024. február 19. | 2024. április 29. | 101 |
| Paper's Big Lie | Papír nagy hazugsága | 2024. február 14.               | Nem került adásba          |                                             |                    | 1.                | 1.                |              |                 |                       | Josh Lehrman és Kyle Stegina |                   |                   | 2024. április 29. | 101 |
| 2.              | 2.                   | Pogo Sticks                     | Pogo botok                 | 2024. július 15.                            | 2024. február 19.  | 2024. április 30. | 102               |              |                 |                       | Josh Lehrman és Kyle Stegina |                   |                   |                   |     |
| 2.              | 2.                   | Car Wash                        | Kocsi mosás                | 2024. július 16.                            | 2024. február 20.  | 2024. április 30. | 102               |              |                 |                       | Josh Lehrman és Kyle Stegina |                   |                   |                   |     |
| 3.              | 3.                   | Weekend Story                   | A hétvége története        | Julia Prescott                              | 2024. február 14.  | 2024. február 21. | 2024. május 1.    | 103          |                 |                       |                              |                   |                   |                   |     |
| 3.              | 3.                   | Putty                           | Putty                      | Mike Trapp                                  | 2024. február 29.  | 2024. február 21. | 2024. május 1.    | 103          |                 |                       |                              |                   |                   |                   |     |
| 4.              | 4.                   | Hide and Seek                   | Bújócska                   | Josh Lehrman és Kyle Stegina                | 2024. február 26.  | 2024. február 22. | 2024. május 2.    | 104          |                 |                       |                              |                   |                   |                   |     |
| 4.              | 4.                   | The First Lou Episode           | Lou első epizódja          | Josh Lehrman és Kyle Stegina                | 2024. február 11.  | 2024. február 22. | 2024. május 2.    | 104          |                 |                       |                              |                   |                   |                   |     |
| 5.              | 5.                   | The Susan                       | Susan                      | Julia Prescott                              | 2024. március 4.   | 2024. február 23. | 2024. május 1.    | 105          |                 |                       |                              |                   |                   |                   |     |
| 5.              | 5.                   | Eyebrows                        | Szemöldök                  | Aram Spencer Porter                         | 2024. március 4.   | 2024. február 23. | 2024. május 1.    | 105          |                 |                       |                              |                   |                   |                   |     |
| 6.              | 6.                   | Scissors Gets a Job             | Olló munkát keres          | Mike Trapp, Josh Lehrman és Kyle Stegina    | 2024. február 12.  | 2024. február 26. | 2024. május 6.    | 106          |                 |                       |                              |                   |                   |                   |     |
| 7.              | 7.                   | The Arctic                      | Sarkvidéki tél             | Aram Spencer Porter                         | 2024. február 13.  | 2024. február 26. | 2024. május 2.    | 107          |                 |                       |                              |                   |                   |                   |     |
| 7.              | 7.                   | Prank War                       | Csíny háború               | Josh Lehrman és Kyle Stegina                | 2024. február 20.  | 2024. február 26. | 2024. május 2.    | 107          |                 |                       |                              |                   |                   |                   |     |
| 8.              | 8.                   | Key Limes                       | A kulcs, a lime            | Josh Lehrman és Kyle Stegina                | 2024. február 20.  | 2024. február 27. | 2024. május 8.    | 108          |                 |                       |                              |                   |                   |                   |     |
| 8.              | 8.                   | Six Pieces of Turkey            | Hat szelet pulyka          | Julia Prescott                              | 2024. március 5.   | 2024. február 27. | 2024. május 8.    | 108          |                 |                       |                              |                   |                   |                   |     |
| 9.              | 9.                   | The Other Rock, Paper, Scissors | A másik Kő, Papír, Olló    | Aram Spencer Porter                         | 2024. július 17.   | 2024. február 28. | 2024. május 3.    | 109          |                 |                       |                              |                   |                   |                   |     |
| 9.              | 9.                   | The Astonishing Catalina        | Bámulatos Catalina         | Josh Lehrman és Kyle Stegina                | 2024. július 18.   | 2024. február 28. | 2024. május 3.    | 109          |                 |                       |                              |                   |                   |                   |     |
| 10.             | 10.                  | Pencil Comes Over               | Ceruza átjön               | Josh Lehrman és Kyle Stegina                | 2024. február 21.  | 2024. február 29. | 2024. május 10.   | 110          |                 |                       |                              |                   |                   |                   |     |
| 10.             | 10.                  | The Wind                        | A szél                     | Mike Trapp                                  | 2024. március 5.   | 2024. február 29. | 2024. május 10.   | 110          |                 |                       |                              |                   |                   |                   |     |
| 11.             | 11.                  | The Holiday Picture             | A tökéletes karácsonyi kép | Juila Prescott                              | 2024. július 22.   | 2024. június 17.  | 2024. október 7.  | 111          |                 |                       |                              |                   |                   |                   |     |
| 11.             | 11.                  | Scrubs                          | Szerepek                   | Mike Trapp                                  | 2024. február 15.  | 2024. június 17.  | 2024. október 7.  | 111          |                 |                       |                              |                   |                   |                   |     |
| 12.             | 12.                  | Bowling                         | Bowling                    | Josh Lehrman és Kyle Stegina                | 2024. július 23.   | 2024. június 18.  | 2024. október 8.  | 112          |                 |                       |                              |                   |                   |                   |     |
| 12.             | 12.                  | The Character Quiz              | A karakter kvíz            | Aram Spencer Porter                         | 2024. július 24.   | 2024. június 18.  | 2024. október 8.  | 112          |                 |                       |                              |                   |                   |                   |     |
| 13.             | 13.                  | Potato                          | Burgonya                   | Josh Lehrman és Kyle Stegina                | 2024. július 25.   | 2024. június 19.  | 2024. október 9.  | 113          |                 |                       |                              |                   |                   |                   |     |
| 13.             | 13.                  | The Fart Joke Debate            | A fingós viccek vitája     | Josh Lehrman és Kyle Stegina                | 2024. február 11.  | 2024. június 19.  | 2024. október 9.  | 113          |                 |                       |                              |                   |                   |                   |     |
| 14.             | 14.                  | Paper’s Secret Weapon           | A papír titkos fegyvere    | Aram Spencer Porter                         | 2024. február 27.  | 2024. június 20.  | 2024. október 10. | 114          |                 |                       |                              |                   |                   |                   |     |
| 14.             | 14.                  | The Sled Hill                   | A szánkódomb               | Josh Lehrman és Kyle Stegina                | 2024. március 6.   | 2024. június 20.  | 2024. október 10. | 114          |                 |                       |                              |                   |                   |                   |     |
| 15.             | 15.                  | Scissors' Catapult              | Olló katapultja            | Mike Trapp                                  | 2024. november 12. | 2024. június 21.  | 2024. október 11. | 115          |                 |                       |                              |                   |                   |                   |     |
| 15.             | 15.                  | Pencil and Potato               | Ceruza és Burgonya         | Julia Prescott                              | 2024. november 13. | 2024. június 21.  | 2024. október 11. | 115          |                 |                       |                              |                   |                   |                   |     |
| 16.             | 16.                  | Resolutions                     | Fogadalmak                 | Josh Lehrman és Kyle Stegina                | 2024. november 14. | 2024. június 24.  | 2024. október 14. | 116          |                 |                       |                              |                   |                   |                   |     |
| 16.             | 16.                  | Paper’s Book Club               | Papír könyvkubja           | Josh Lehrman és Kyle Stegina                | 2024. november 11. | 2024. június 24.  | 2024. október 14. | 116          |                 |                       |                              |                   |                   |                   |     |
| 17.             | 17.                  | The Family Business             | A családi vállalkozás      | Josh Lehrman és Kyle Stegina                | 2024. november 23. | 2024. június 25.  | 2024. október 15. | 117          |                 |                       |                              |                   |                   |                   |     |
| 17.             | 17.                  | Glitter Bomb                    | Csillámbomba               | Josh Lehrman és Kyle Stegina                | 2024. november 18. | 2024. június 25.  | 2024. október 15. | 117          |                 |                       |                              |                   |                   |                   |     |
| 18.             | 18.                  | National Paper Day              | Nemzeti Papírnap           | Juila Prescott                              | 2024. július 13.   | 2024. június 26.  | 2024. október 16. | 118          |                 |                       |                              |                   |                   |                   |     |
| 18.             | 18.                  | Helping with the Groceries      | Segítség a bevásárlásban   | Josh Lehrman és Kyle Stegina                | 2024. november 19. | 2024. június 26.  | 2024. október 16. | 118          |                 |                       |                              |                   |                   |                   |     |
| 19.             | 19.                  | Diapers                         | Pelenkák                   | Mike Trapp                                  | 2024. november 25. | 2024. június 27.  | 2024. október 17. | 119          |                 |                       |                              |                   |                   |                   |     |
| 19.             | 19.                  | R.O.V.E.R.                      | R.O.V.E.R.                 | Josh Lehrman és Kyle Stegina                | 2024. november 26. | 2024. június 27.  | 2024. október 17. | 119          |                 |                       |                              |                   |                   |                   |     |
| 20.             | 20.                  | Trash                           | Szemét                     | Ron Rappaport, Josh Lehrman és Kyle Stegina | 2024. november 27. | 2024. június 28.  | 2024. október 18. | 120          |                 |                       |                              |                   |                   |                   |     |

### Különkiadás
| Eredeti cím                            | Magyar cím | Eredeti premier  | Magyar premier    | Gyártási kód |
| -------------------------------------- | ---------- | ---------------- | ----------------- | ------------ |
| Lights, Camera, Rock, Paper, Scissors! | TBA        | 2024. február 5. | Nem került adásba | 001          |